# Kodagahalli, Mandya
Kodagahalli là một làng thuộc tehsil Mandya, huyện Mandya, bang Karnataka, Ấn Độ.